# Samson (tabak)

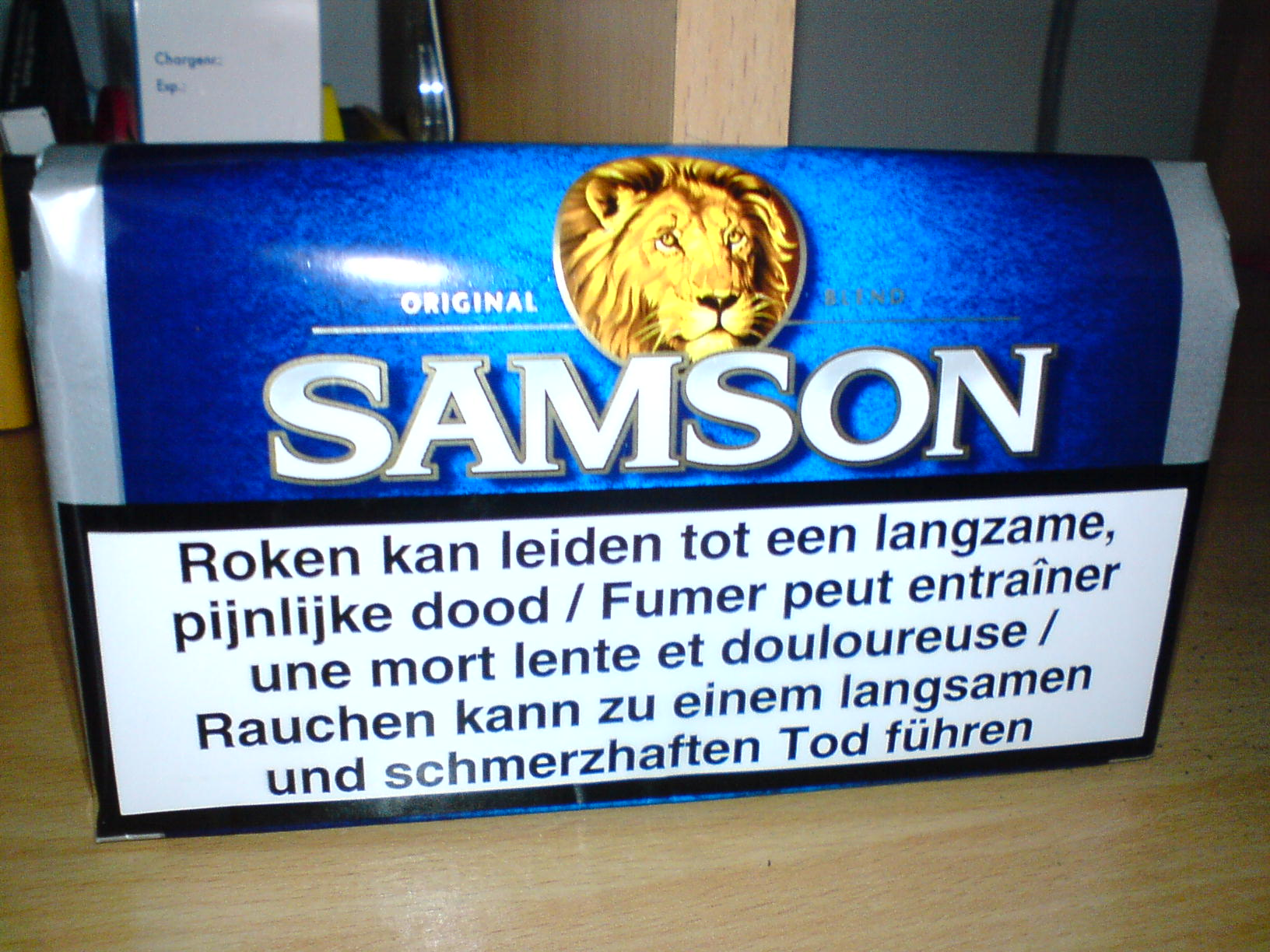
Samson Halfzware Shag uit België, voorkant

Samson is een merk shag dat op de markt is gebracht door Van Nelle. Later werd het geproduceerd door Koninklijke Theodorus Niemeyer in Groningen, wat later weer werd overgenomen door British American Tobacco.
Samson Halfzwaar heet tegenwoordig Original Taste, of in België: Original Blend, daar het tegenwoordig verboden is om misleidende termen te gebruiken voor shag als lichte shag of light sigaretten.
In vergelijking met andere merken, zoals Drum of Van Nelle, heeft Samson een zoetige smaak.

## Afbeeldingen

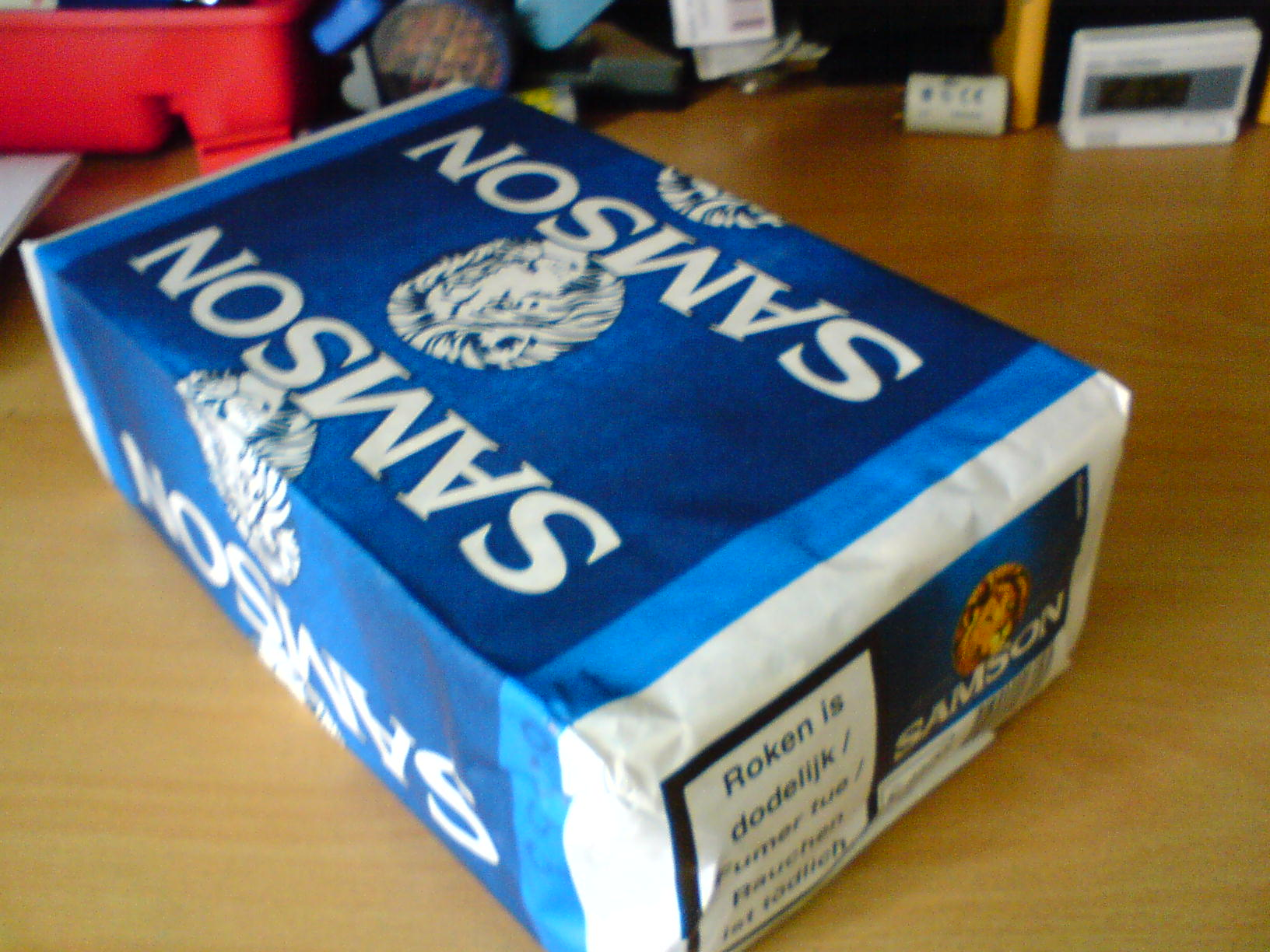
Een slof Samson Halfzware Shag uit België
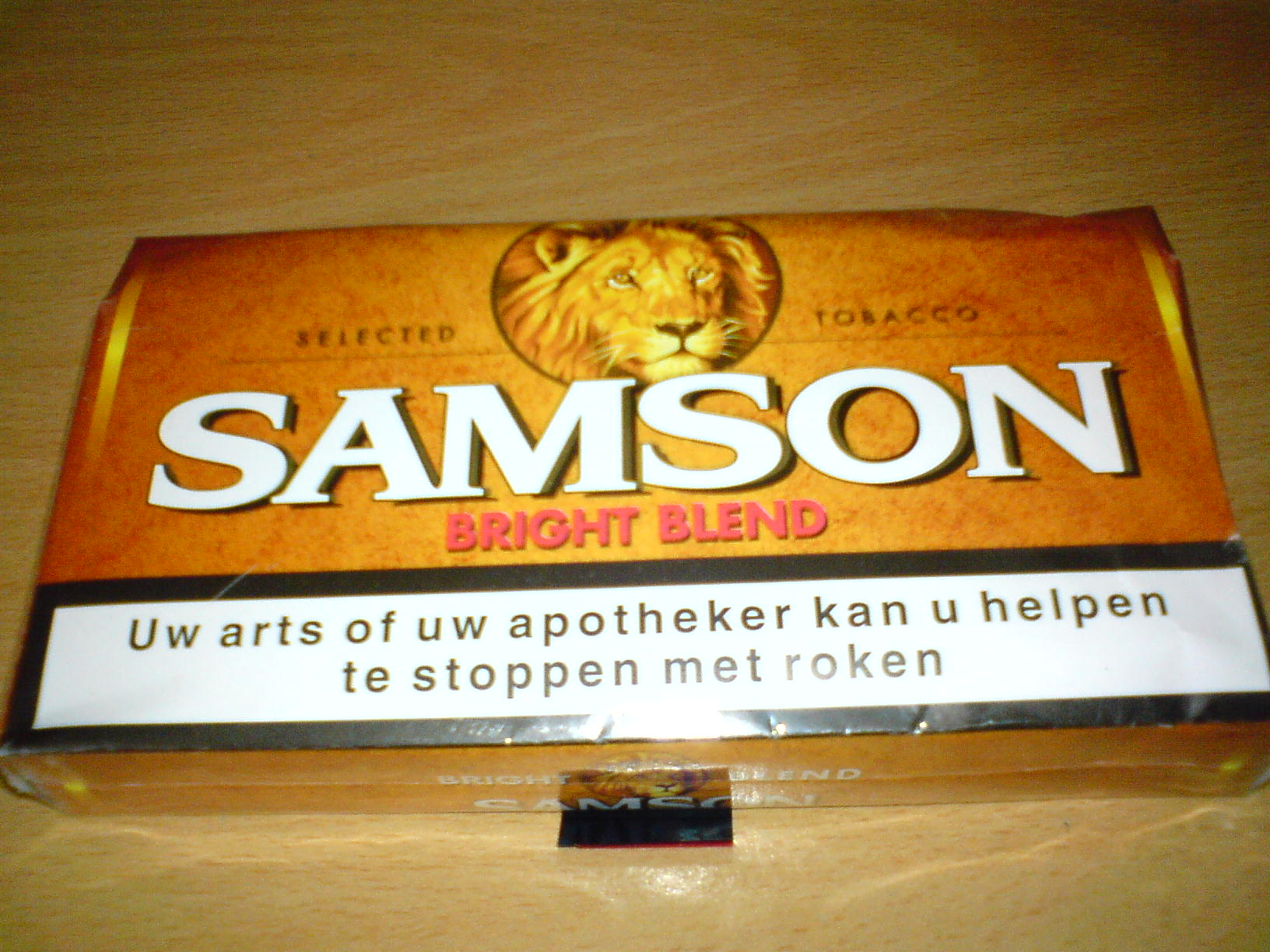
Samson Lichte Shag, voorkant
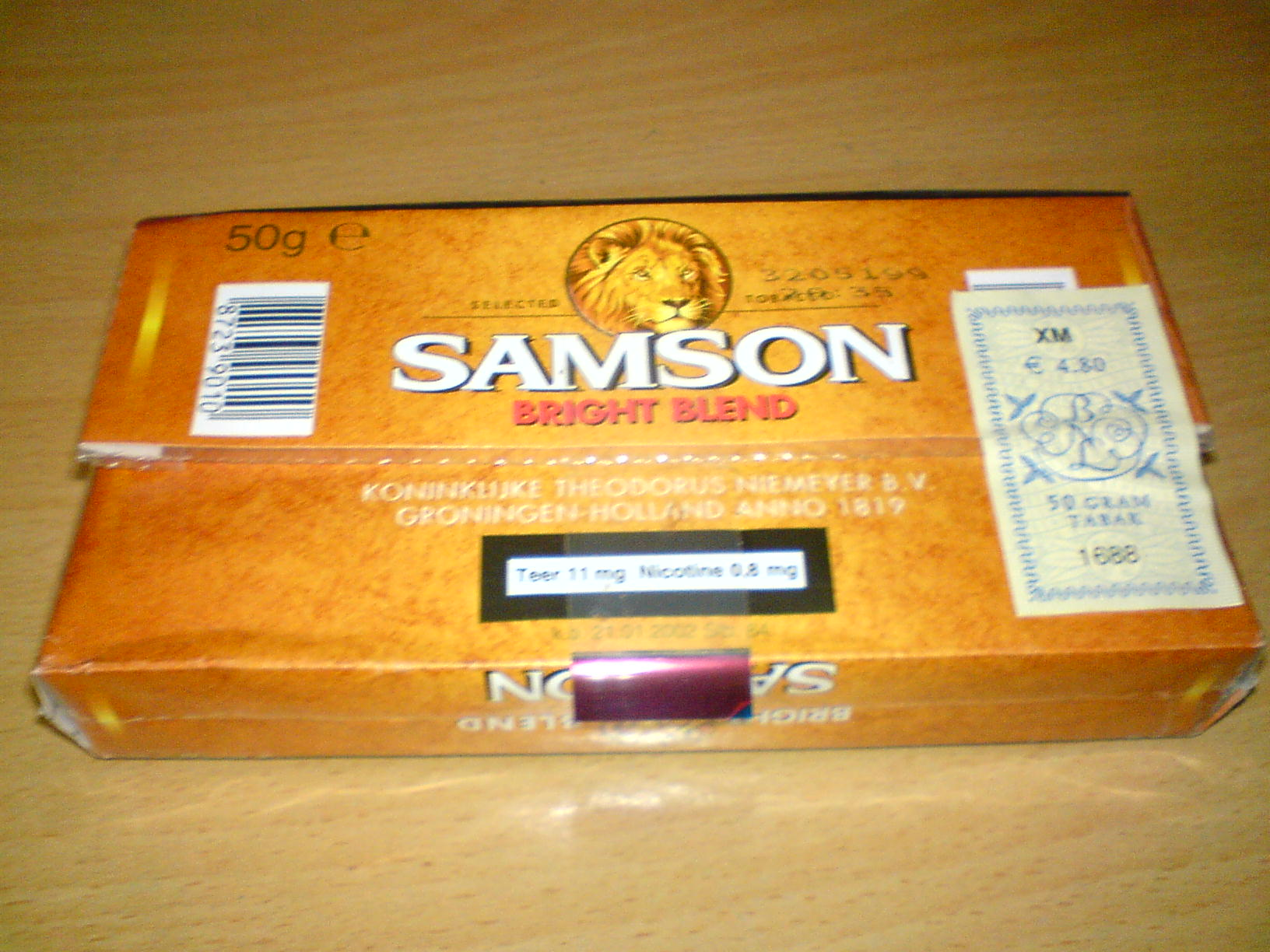
Samson Lichte Shag, achterkant